# Lancia 718
Le Lancia 718 Esagamma est un châssis pour autobus typiquement urbain de grande capacité, produit par le constructeur italien LANCIA Bus à partir de 1964.
Lancé deux ans après le camion Lancia Esagamma, le châssis de l'autobus Lancia 718 a été utilisé par nombre des grands carrossiers industriels italiens, comme cela était en vigueur en Italie à cette époque.
Après le succès du modèle Lancia 703, le constructeur italien, soucieux de la qualité préservée de ses productions, lance celui qui sera le dernier produit industriel, la gamme Esagamma. En effet, le 1er janvier 1969, le groupe Lancia qui comprenait les divisions automobile, véhicules industriels civils et véhicules militaires est racheté par son principal concurrent, le groupe FIAT S.p.A.. La production des camions Esagamma est arrêtée en 1971, celle des autobus en 1974.
Le Lancia 718 Esagamma a été créé pour une utilisation très polyvalente dans toutes les grandes villes d'Italie, pour un transport de masse dans les centres-villes. Sa capacité de transport est très importante pour un véhicule de cette catégorie : 103 places : 18 assises, 2 de service (conducteur et contrôleur) et 83 debout. Ce bus urbain a connu un beau succès commercial, bien que très concurrencé par les Fiat 410 et Alfa Romeo Mille AU. Sa robustesse légendaire et ses caractéristiques mécaniques de fiabilité feront que les derniers exemplaires de la société ATM Milan et ATAC Rome, qui en ont compté un très grand nombre dans leur parc, respectivement 400 et 210 exemplaires, ont été radiés en 2000 uniquement, soit après 30 ans de service. Nombreux sont les véhicules qui ont été exportés vers l'Afrique, en (ex) URSS ou en Érythrée notamment et qui circulaient encore tous en 2010.
Ce véhicule a marqué un tournant dans la conception des autobus urbains. En effet, dans le but d'abaisser le plancher et donc faciliter l'accès, le moteur a été placé à plat sous le plancher entre les essieux. Le plancher se trouve à seulement 67 cm du sol facilitant l'accès par seulement 2 marches. Le poste de conduite est rehaussé de 40 cm par rapport au plancher plat du véhicule pour favoriser la visibilité du conducteur en toutes circonstances, visibilité augmentée avec le parebrise bombé type "vöv" ou en éperon.
La suspension est entièrement pneumatique et donc beaucoup plus souple que les suspensions traditionnelles à lames ou ressorts et amortisseurs hydrauliques.

## La législation italienne en matière de transports en commun
En Italie, les moyens de transport doivent respecter un nombre important de normes imposées par le code de la route, des transports publics :
- phares et feux - nombre, forme, implantation, puissance, etc.,
- dimensions extérieures du véhicule,
- accessibilité : 2 portes pour les autobus urbains de classe midi (jusqu'à 9 mètres de longueur), les autocars de ligne interurbaines et GT, 3 portes pour les autobus urbains de 11 mètres et 4 portes pour les autobus urbains de 12 mètres.
- le nombre d'essieux, 2 pour les véhicules jusqu'à 11 mètres et 3 au delà, cette disposition a été modifiée en 1972 en repoussant la longueur autorisée à 12 mètres avec 2 essieux.
- la couleur : référence "ministérielle" bleu pour les autocars de ligne régulières, jaune pour les bus scolaires, orange pour les autobus urbains. Toute autre couleur unique ou panachée pour les autocars de tourisme et GT.
- aménagement intérieur : seuls des matériaux incombustibles doivent être employés d'où la présence quasi systématique de sièges en contreplaqué préformé ou matériau de synthèse dur dans les autobus urbains.

et doivent également respecter les cahiers des charges spécifiques de régies municipales qui portent sur des points particuliers d'aménagement.
(Rappel : un pare-brise en éperon est plat mais saillant sur l'avant. La partie horizontale en saillie est vitrée et permet au chauffeur de s'approcher au plus près des véhicules le précédant sans risque de les heurter grâce à une visibilité parfaite sur l'avant bas.)

## Les différentes versions
Comme de coutume en Italie, les constructeurs livrent des châssis motorisés aux carrossiers spécialisés. Le Lancia 718 Esagamma, considéré à juste titre comme une base excellente, fut commercialisé avec plusieurs carrosseries conçues et réalisées par : 
- Portesi, 75 exemplaires ont circulé à l'ATAC Roma, 30 à l'ATM Gènes,
- SEAC-Viberti, 24 exemplaires à l'ATAC Roma,
- BCF-Pistoiesi, 92 exemplaires pour l'ATAC Roma,
- Menarini Bus, 15 exemplaires pour Stefer Roma, 10 à l'ATM Gènes,
- De Simon Bus, 15 exemplaires pour Stefer Roma,
- Piaggio, 10 exemplaires à l'ATM Gènes.

L'ATM Milan a acquis plus de 400 Lancia 718 dans les versions OMS de Padoue et Pistoiesi. On ne connait pas la répartition entre ces versions. L'ATM Turin en a acquis 120 exemplaires SEAC-Viberti.

## La version 715 Esagamma GT
Les grandes qualités de ce châssis motorisé Lancia ont conduit la Carrozzeria Bianchi à réaliser, entre 1966 et 1970, 100 exemplaires d'une version GT disposant de 42 places assises et un équipement de grand luxe, baptisée Lancia 715 GT, disposant du moteur Lancia 716 atmosphérique développant 190 ch.